# Varpolje
Varpolje este o localitate din comuna Rečica ob Savinji, Slovenia, cu o populație de 316 locuitori.